# Super Star Wars: The Empire Strikes Back
Super Star Wars: The Empire Strikes Back est un jeu vidéo d'action de type run and gun développé par Sculptured Software et distribué sur Super Nintendo en 1993,,,,,,,. Il s'agit de l’adaptation du film Star Wars, épisode V : L'Empire contre-attaque.

## Système de jeu
Le joueur incarne généralement soit Luke Skywalker soit Han Solo soit Chewbacca et doit affronter les Stormtroopers mais aussi toutes sortes de monstres de l'univers Star Wars tout en traversant les décors du film reproduits avec esthétisme : les montagnes glacées de Hoth, la grotte du Wampa, la station écho des rebelles, l'intérieur d'un TB-TT, le champ d’astéroïdes, les marais de Dagobah et la cité des nuages sous tous ses angles (les plateformes d'atterrissage, la fonderie, la chambre de congélation et les bas-fonds où Luke affronte Vador.
La plupart des niveaux se terminent par un boss : un monstre ou un vaisseau inventé pour les besoins du jeu, un des vaisseaux du film (le TR-TT, le TB-TT et le Slave I) ou un méchant de la saga (le Wampa, le Droide Sonde, Boba Fett et Dark Vador).
Dans certains niveaux le joueur peut aussi piloter le Faucon Millénium ou le Speeder des neiges et devra détruire des chasseurs TIE, des astéroïdes dans l'espace et des TB-TT.
Chaque personnages à ses compétences : Luke utilise le sabre laser, le blaster et ses pouvoirs de jedi (léviter, geler ses ennemis, devenir invisible ou régénérer sa barre de vie), Han Solo utilise aussi le blaster et lance des grenades comme arme secondaire, Chewbacca a un fusil et peut aussi tuer en faisant de puissants moulinets avec ses bras.

## Accueil
- Super Play : 71%[9]
- Electronic Games : 91%[10]
- Edge : 6/10[11]
- Banzzai : 94 %[12]

## Postérité
Super Star Wars: The Empire Strikes Back est réédité en 2009 sur Wii CV
Le jeu connait une suite, elle-aussi adaptée des films de la saga originales Star Wars. Super Star Wars: Return of the Jedi sort en 1994 sur Super Nintendo.